# Głowica napędowa (kolej)

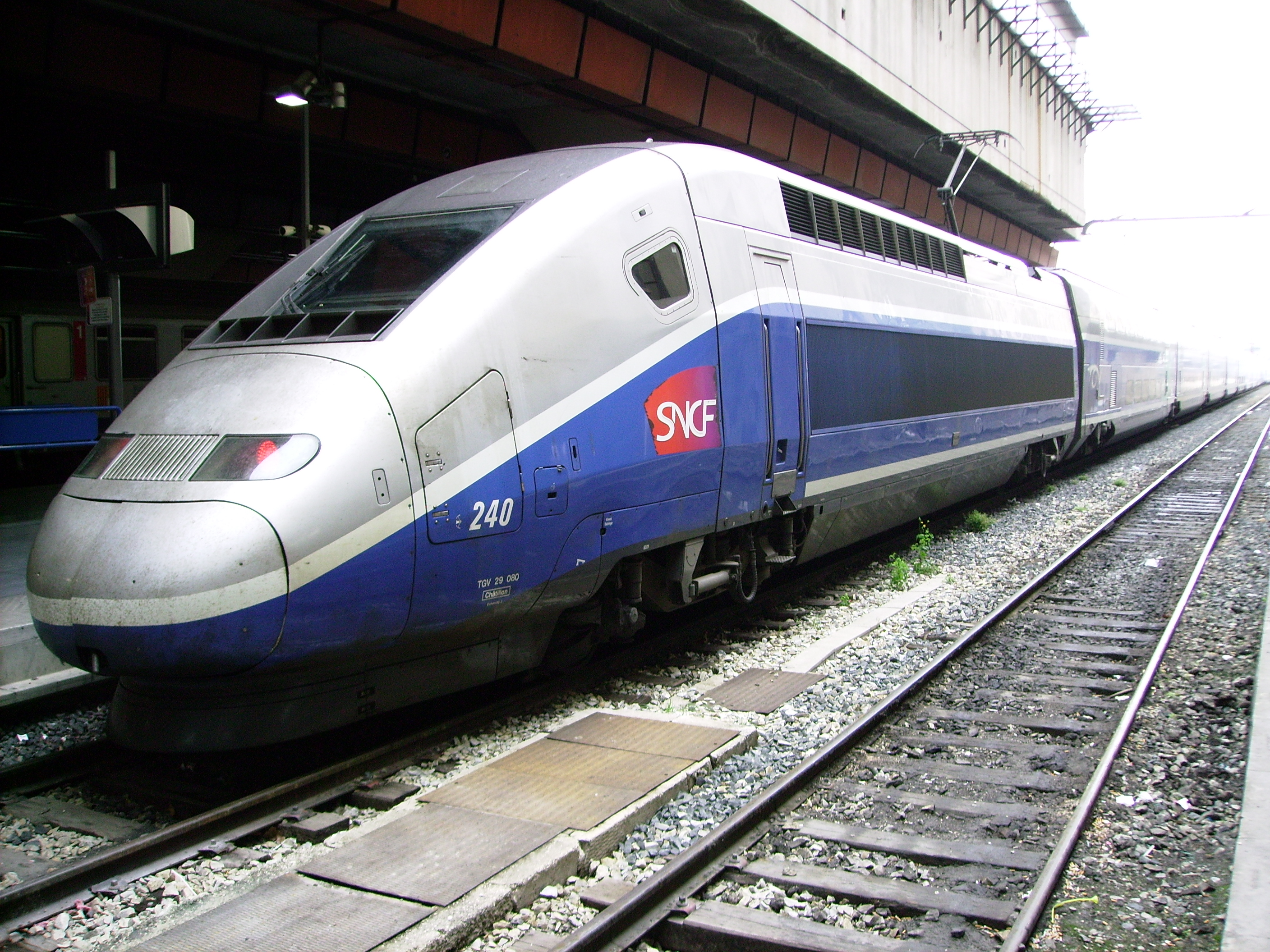
Głowica napędowa w składzie TGV

Głowica napędowa – lokomotywa o specjalnej konstrukcji, będąca w normalnej eksploatacji częścią zespołu trakcyjnego, umieszczona na jednym lub obydwu końcach składu.
Głowica napędowa może teoretycznie służyć jako normalna lokomotywa, ale w praktyce jest to zwykle utrudnione ze względu na istnienie w tego typu pojazdach kabiny maszynisty tylko na jednym ich końcu oraz częstą niekompatybilność sprzęgów na obydwu końcach głowicy.